# Hypobapta diffundens
Hypobapta diffundens là một loài bướm đêm thuộc họ Geometridae. Nó được tìm thấy ở Queensland.
Sải cánh dài khoảng 20 mm.
Ấu trùng ăn các loài Eucalyptus.

## Hình ảnh

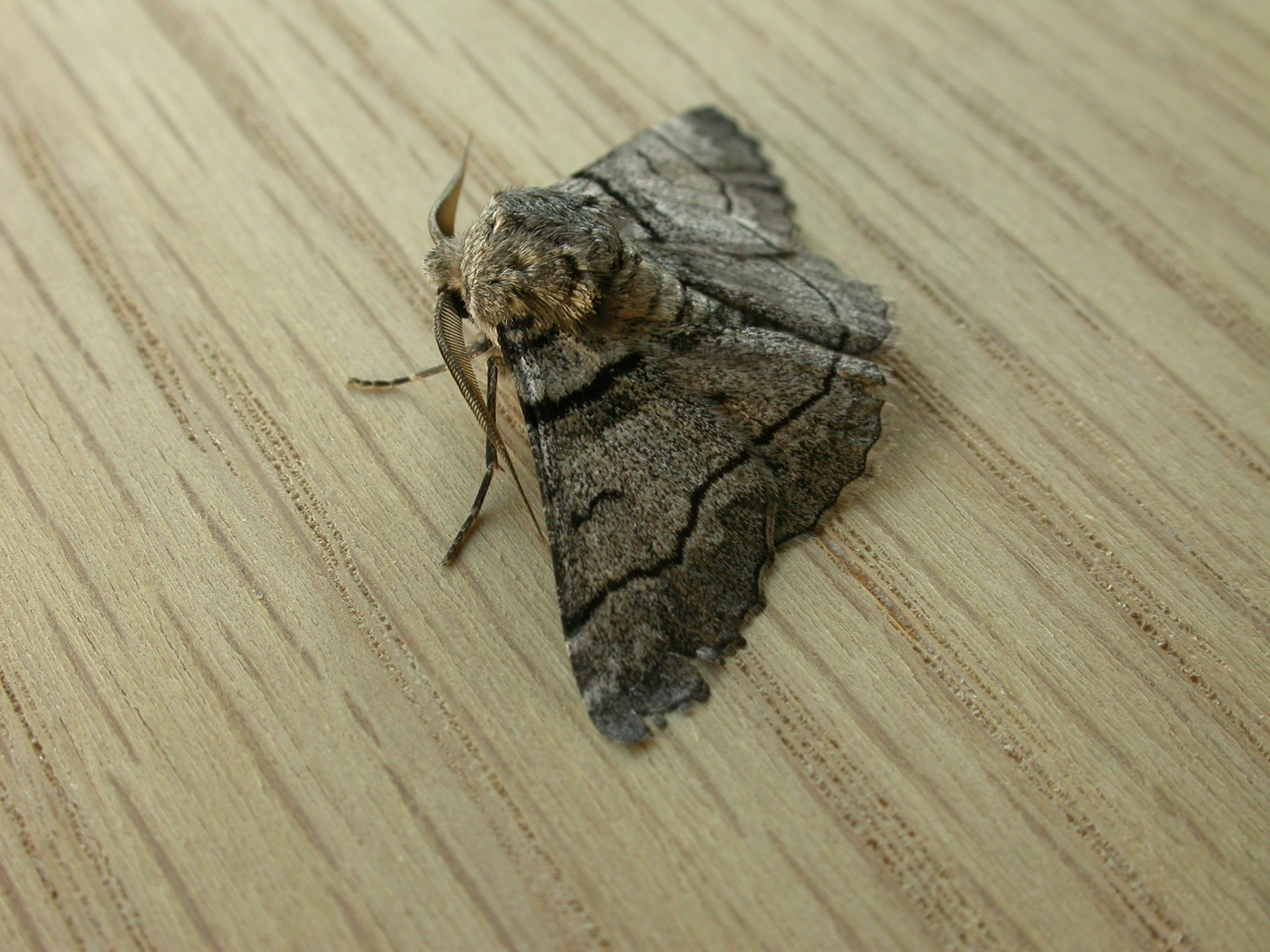
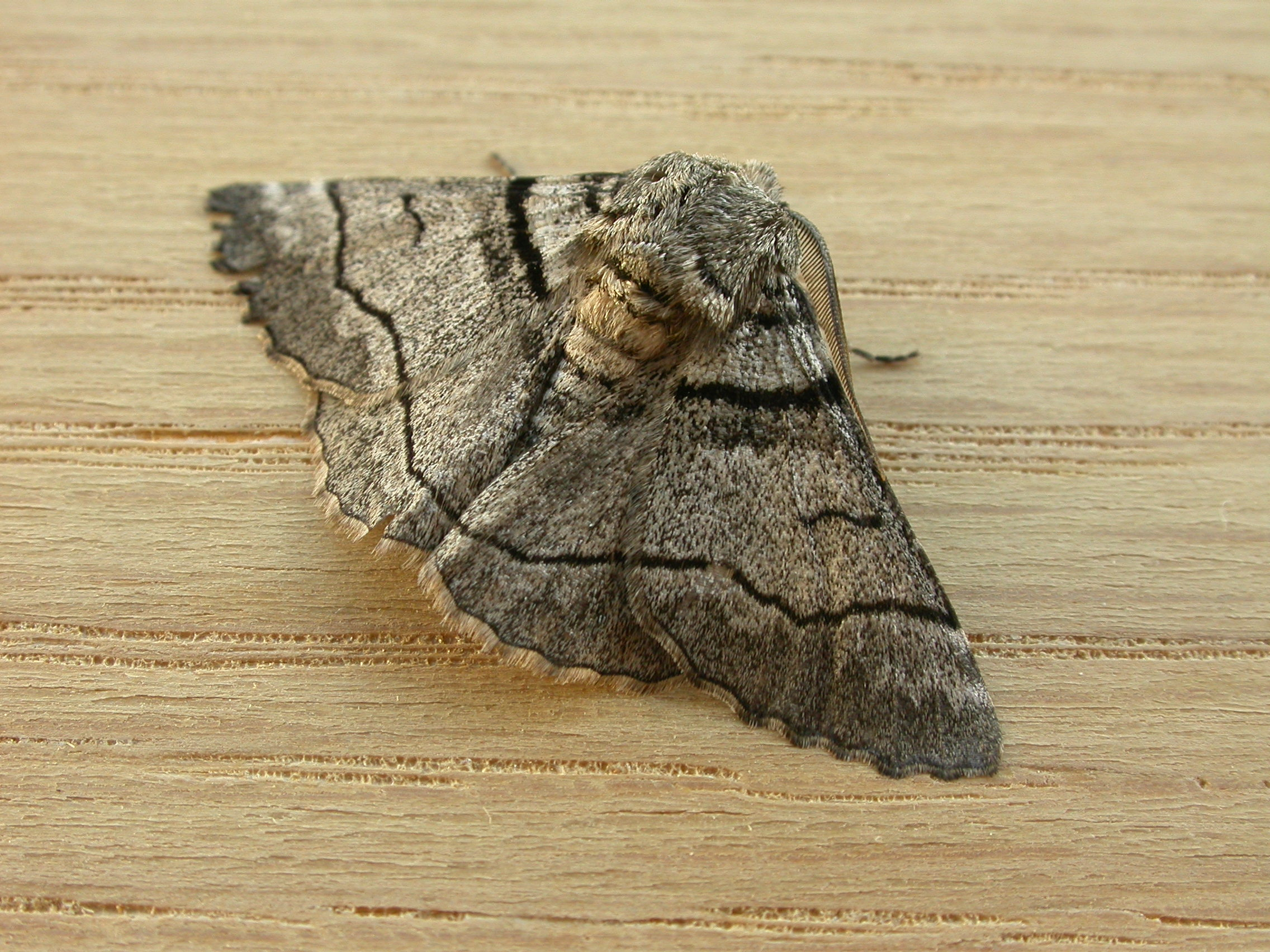
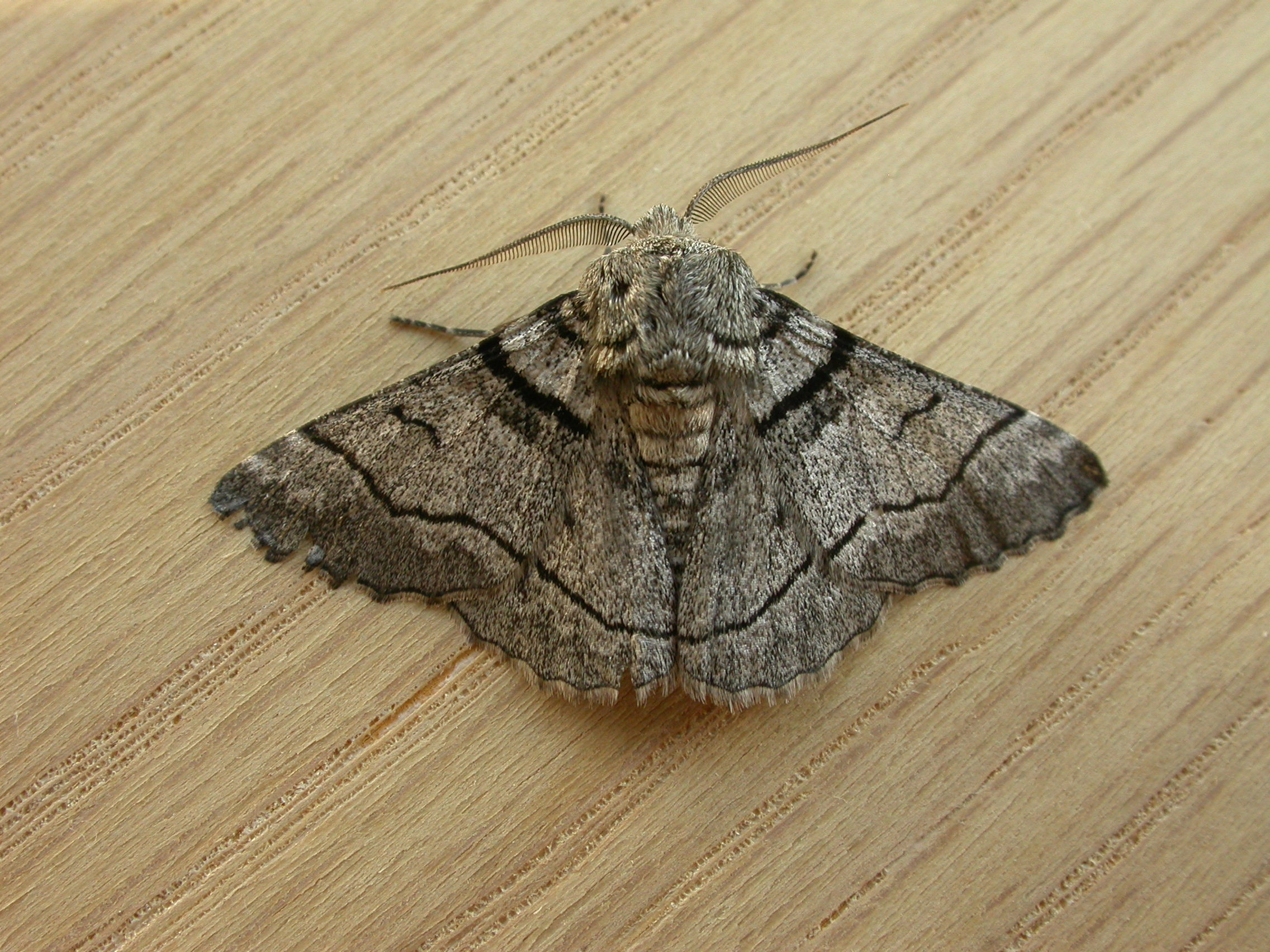
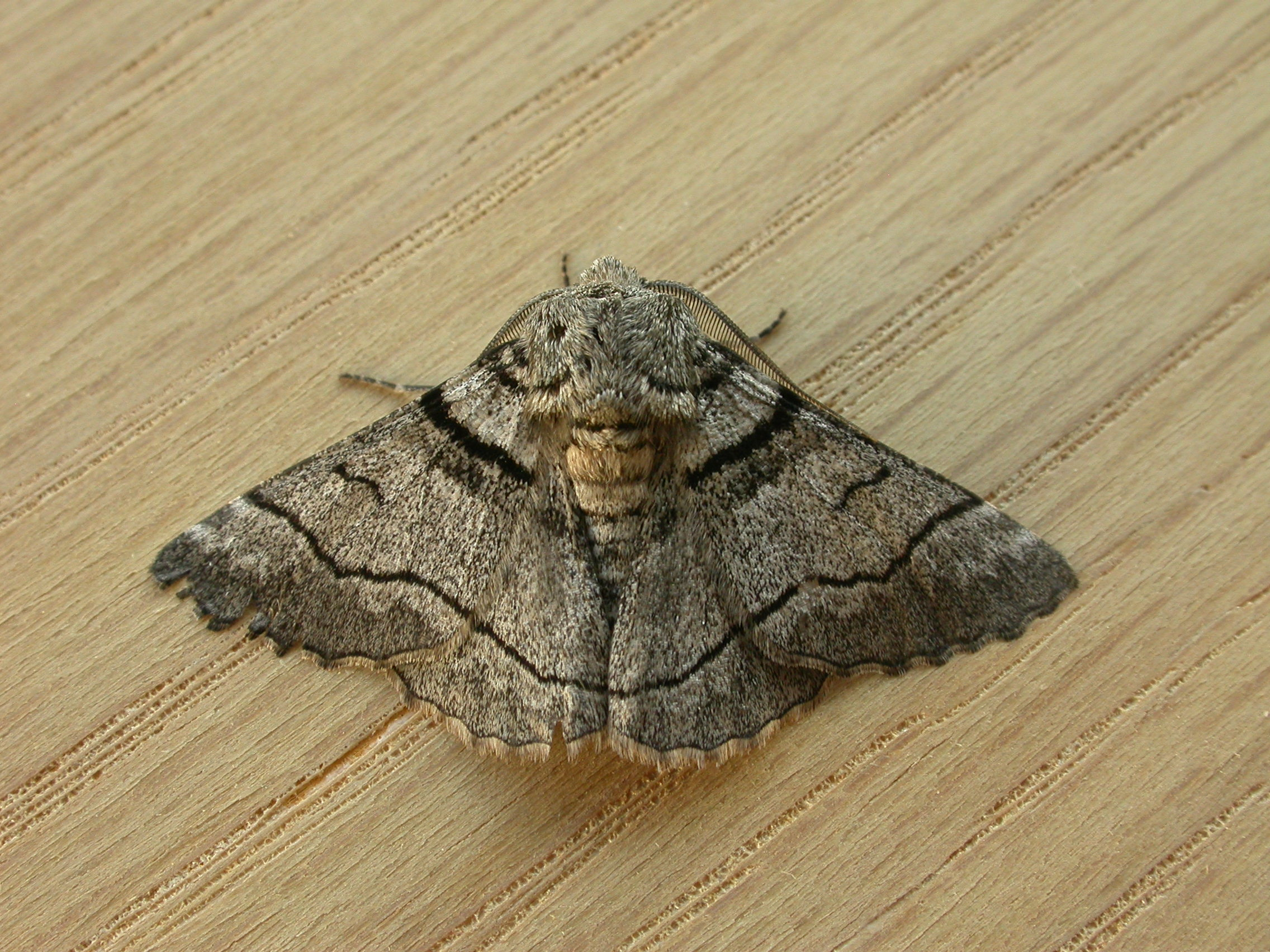